# Xena: Warrior Princess: The Talisman of Fate
Xena: Warrior Princess: The Talisman of Fate és un videojoc de lluita desenvolupat per Saffire Corporation i publicat per Titus Interactive el 1999 per la Nintendo 64. Es basa en la sèrie de televisió, Xena: Warrior Princess, que es va emetre des de 1995 fins al 2001.

## Jugabilitat
El jugador tria entre el repartiment de personatges i, en un ordre aleatori, combat els altres personatges (incloent el personatge del jugador). Xena apareixerà generalment com a sub-cap. El cap final és Despair, un personatge original del joc, que és el campió de Dahak. Després de derrotar a Despair, tindrà lloc el final individual del personatge del jugador, amb diàlegs diferents segons la dificultat seleccionada. El joc també té un roster mode (mode escalafó), on el jugador selecciona un equip de fins a cinc personatges i entra en un equip lliure per a tots els altres. A més, els jugadors poden organitzar equips i lluitar contra altres equips. Cada personatge té els seus propis moviments especials (com el xamà de Xena i l'explosió del foc de Calisto), i és capaç de realitzar combos d'armes, després de la qual cosa Xena pot cridar "wow" o "excel·lent", o bé la gent pot cridar "boo".